# Notharchus tectus
Notharchus tectus là một loài chim trong họ Bucconidae.